# Paracentrobia tenuinervis
Paracentrobia tenuinervis is een vliesvleugelig insect uit de familie Trichogrammatidae. De wetenschappelijke naam is voor het eerst geldig gepubliceerd in 1940 door Nowicki.